# Рубець (шлунок)

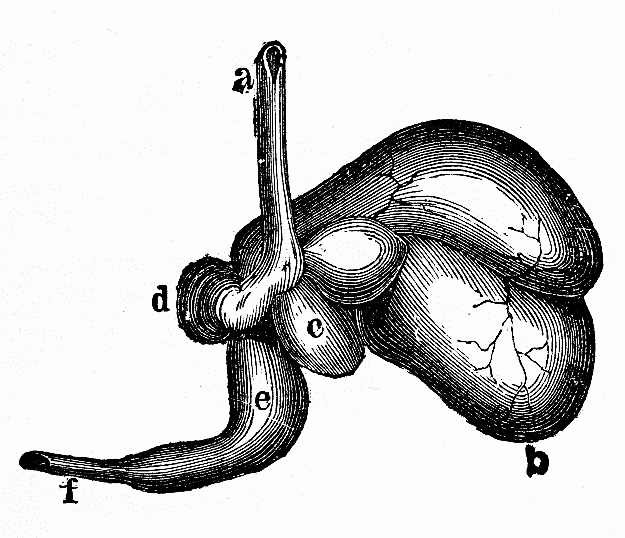
Будова шлунку корови: a — стравохід, b — рубець, c — сітка, d — книжка, e — сичуг, f — тонка кишка

Рубець — початковий відділ 4-камерного шлунка жуйних тварин (ряд парнокопиті). Характерний для рослиноїдних тварин.
Цей відділ шлунка, найбільший з чотирьох, досягає у дорослих тварин 4/5 всього об'єму шлунку.
Проковтнута їжа, після початкового жування в ротовій порожнині, проходить стравохід і потім потрапляє в рубець, де вона змішується і збагачується водою, проходить ферментація за допомогою багатої бактеріальної флори.
Важливою є роль слини, яка є лужною за своїм складом і багатою на іони бікарбонату [HCO3-], що виникають при дисоціації летких жирних кислот (масляна кислота, пропіонова кислота і оцтова кислота), і регулює рН до оптимального рівня для забезпечення виживання мікроорганізмів. Вони здатні розкладати целюлозу (завдяки целюлолитичним бактеріям), крохмаль (амілолітичні бактерії), жир (ліполітичні бактерії) і білки (протеолітичні бактерії). У рубці відбувається також виробництво вітамінів, кислот і метану (газ, який виробляється метаногенними бактеріями і потім відригуються).
Після завершення бактеріального травлення їжа проходить в сітку, другий відділ шлунку, де рідка частина рухається в книжку, а суцільна повертається, завдяки перистальтичному поштовху, в рубець, для того, щоб повернутися у рот, де здійснюється подальше жування перед тим, як остаточно досягнути книжки.